# René Suetovius
René Suetovius (* 3. Juni 1964 in Zittau, Sachsen) ist ein ehemaliger deutscher Boxer, der vorwiegend im Halbschwergewicht antrat. Er nahm für die DDR an den Olympischen Sommerspielen 1988 in Seoul teil.

## Karriere
René Suetovius, dessen Vater Wolf-Dieter Suetovius ebenfalls Boxer in der DDR gewesen ist, boxte ab 1980 beim SC Chemie Halle, wo er von Hans-Jürgen Witte trainiert wurde. Er wurde 1982 DDR-Juniorenmeister im Halbmittelgewicht, war Viertelfinalist der Junioren-Europameisterschaft 1982 in Schwerin und gewann 1983 bei der DDR-Meisterschaft der Erwachsenen, hinter Henry Maske und Helmut Woge, eine Bronzemedaille im Mittelgewicht.
1984, 1985 und 1986 wurde er jeweils DDR-Meister im Halbschwergewicht und schlug in allen drei Finalkämpfen jeweils René Ryl. Bei der Europameisterschaft 1985 in Budapest verlor er im Viertelfinale gegen den späteren Vize-Europameister Markus Bott und bei der Weltmeisterschaft 1986 in Reno im Achtelfinale mit 2:3 gegen den späteren Weltmeister Pablo Romero. 1985 und 1986 gewann er auch jeweils den prestigeträchtigen Chemiepokal von Halle (Saale).
1987 wurde er mit einem Finalsieg gegen Maik Heydeck DDR-Meister im Schwergewicht und 1988 nach einer knappen Niederlage mit 2:3 gegen Sven Lange DDR-Vizemeister im Halbschwergewicht. Er wurde dann für die Olympischen Sommerspiele 1988 in Seoul nominiert, wo er jedoch noch in der Vorrunde der Halbschwergewichtsklasse mit einer vorzeitigen Niederlage gegen Markus Bott ausschied.
1989 wurde er mit einem Sieg gegen Michael Ernst der letzte DDR-Meister im Schwergewicht und 1990 mit einem finalen Sieg gegen Gerhard Schoberth der erste Deutsche Meister im Halbschwergewicht nach der Wiedervereinigung. Darüber hinaus boxte er noch für den BC Gelsenkirchen-Erle in der 1. Bundesliga und später noch für den BC Chemnitz in der 2. Bundesliga, ehe er seine Karriere nach insgesamt 16 Jahren Leistungssport beendete.

## Sonstiges
Suetovius war von Beruf Schlosser, arbeitete zeitweise als Maschinen- und Anlagenmonteur, sowie während seiner Bundesligazeit auch als Dreher. Nach seiner Wettkampfkarriere war er noch zwei Jahre Boxtrainer, begann dann eine Ausbildung zum Zahntechniker, brach diese jedoch ab und machte eine Umschulung zum Schwimmmeister.
Er wohnt in Oberwiesenthal, ist verheiratet und Vater von zwei Söhnen.